# Puerto de Yeda
Cruce para comerciantes de todos los rincones del mundo y de peregrinos en su camino a La Meca desde hace siglos, Yeda es la ciudad más cosmopolita y artística de Arabia Saudita. Entre sus bulliciosas avenidas y los grandes centros comerciales de una moderna metrópoli, descubrirá todo el encanto del viejo mundo de Arabia. 